# Barbizon 63
El Barbizon Hotel for Women  y ahora conocido como Barbizon 63 es un hotel histórico ubicado en Nueva York, Nueva York. El Barbizon Hotel for Women se encuentra inscrito  en el Registro Nacional de Lugares Históricos desde el 29 de octubre de 1982. 

## Ubicación
El Barbizon Hotel for Women se encuentra dentro del condado de Nueva York en las coordenadas 40°45′53″N 73°57′58″O / 40.764664, -73.966239.